# Thomas Malton
Thomas Malton (1748 – 7 de Março de 1804), "o mais novo", foi um pintor inglês de topográfica e visões arquitetônicas, e um gravador. J. M. W. Turner e Thomas Girtin estavam entre os alunos. Ele é designado "o mais novo" para diferenciá-lo de seu pai Thomas Malton, o mais velho.

## Trabalhos
Trabalhos de Malton podem ser encontrados no Reino Unido Government art collection e a Victoria and Albert Museum em Londres; a Victoria Art Gallery no banho, Somerset; o Museu Estadual Hermitage em São Petersburgo, Rússia etc.

### Obra de arte (selecionado)
- The Arsenal Cannon Foundery in the Litanie, St. Petersburg (1790 aquatint)
- The Banqueting House and the Privy Garden, Whitehall, London (1796 watercolour)
- Old Palace yard, Westminster (Colour aquatint - exibido em 1796)
- New palace yard, Westminster (Colour aquatint)
- Westminster Bridge (Monochrome aquatint)
- Staircase to The Hall of Christ Church College, Oxford (1802 aquatint engraving)